# سراموي (آن)
تراموي (بالفرنسية: Tramoyes)‏ هي بلدية فرنسية تقع في إقليم الآن في فرنسا. رمز إنسي لها هو:1424. أما الرمز البريدي لها فهو: 1390.